# Лейла-ханым Мискинджинская
Лейла-ханым Мискинджинская (азерб. Leyla xanım Miskincəli) — азербайджанская поэтесса XVIII века лезгинского происхождения.

## Творчество
В своём творчестве Лейла-ханым нарушает традиции классической поэзии. В стихотворении «Eyləmə» («Не делай») обращается к образу попугая. В нём соловей превращается в символ любви благодаря высокому полету, а попугай же, находящийся в клетке, символизирует рабство, не волю. Лирическая героиня сравнивается с попугаем:

Попугай, ради Аллаха прошу,

Мою тайну не открывай людям.

Объясню тебе, узнай о моём положении,

Мою тайну не открывай людям.

Я говорю, что мне делать?

Ножом разорву своё сердце,

Не убью, а освобожу тебя,

Мою тайну не раскрывай людям.

Плохо стало дело сеида,

Птица возлюбленной играет мою свадьбу,

Хранить секрет шахское дело,

Мою тайну не раскрывай людям.

По утрам люблю я тенистые места,

«Любимый», крикну я всему миру,

Буду держать тебя в золотой клетке,

Мою тайну не раскрывай людям.

Я стану твоей жертвой, попугай,

Буду усердно служить тебе:

Лейли говорит: стану я твоей жертвой

Мою тайну не раскрывай людям.
Оригинальный текст (азерб.)

Tuti quşu, gəl Allahi sevərsən,

Mənim sirrim xəlqə bəyan eyləmə,

Ərz edirəm, ərzi-halım biləsən,

Mənim sirrim xəlqə bəyan eyləmə.

Bir sevdadır başa düşmüş neylərəm,

Bıçaq alıb qara bağrım dələrəm,

Öldürəyəm səni azad edərəm,

Mənim sirrim xəlqə bəyan eyləmə.

Xacə yaman olub onun işidir,

Eşqim toyin edən könül quşidir,

Sirr saxlamaq şahi-mərdan işidir,

Mənim sirrim xəlqə bəyan eyləmə .

Səhər-səhər sərin yellər istərəm,

Dost yanından təzə xəbər istərəm,

Səni qızıl qəfəsdə mən bəslərəm,

Mənim sirrim xəlqə bəyan eyləmə.

Tuti quşu, sənə qurban olaram,

Əl-əl üstə qulluğunda duraram,

Leyli aydır: sənə qurban olaram,

Mənim sirrim xəlqə bəyan eyləmə.

Мотивы стихотворения объединены в обращение произведения поэтессы к образу попугая, которая также приобретает многозначность. В нём раскрывается внутренний мир лирической героини, воплощены социальные мотивы, которые служат основной для произведения, есть протест против социальной несправедливости. Другое стихотворение Лейлы-ханым состоит из поэтического любовного дуэта её с неким Лятифом.